# Chronoperates paradoxus
Chronoperates paradoxus (il cui nome significa più o meno "paradossale pirata del tempo") è un probabile mammifero estinto, di collocazione sistematica incerta. Visse nel Paleocene superiore, circa 58 milioni di anni fa, e i suoi resti fossili sono stati ritrovati in Canada.

## Significato dei fossili
Questo animale è noto solo grazie a una mandibola sinistra incompleta, rinvenuta nella formazione Paskapoo nella zona di Cochrane (Alberta, Canada). Questo fossile è stato inizialmente descritto nel 1992 come un cinodonte non mammifero; ciò implicava la presenza di una linea evolutiva fantasma di oltre 100 milioni di anni: all'epoca della scoperta di Chronoperates, i resti fossili di cinodonti non mammiferi più recenti risalivano addirittura al periodo Giurassico (ora si sa che alcuni cinodonti non mammiferi sopravvissero nel Cretaceo). Studi successivi hanno tuttavia criticato questa interpretazione dei fossili, soprattutto perché i denti non assomigliano a quelli di nessun cinodonte noto (McKenna e Bell, 1997). Chronoperates è attualmente considerato un mammifero di incerta collocazione, forse un simmetrodonte sopravvissuto all'estinzione di massa del Cretaceo superiore. Questa ipotesi, se confermata, implicherebbe in ogni caso una lunga linea evolutiva fantasma per i simmetrodonti, ma sarebbe più plausibile dell'ipotesi del 1992, poiché i simmetrodonti vissero anche nel Cretacico superiore.